# Les Cahiers bleus
Pour les articles homonymes, voir Les Cahiers bleus (homonymie).
Les Cahiers Bleus, organe du Parti républicain syndicaliste (Paris, Librairie Valois, no 1, 15 août 1928 - no 119, 23 mai 1932). Périodique mensuel et bimensuel français dirigé par Georges Valois qui avait pour sous-titre : « Pour la république syndicale : organe de culture générale et d'organisation ». 
Ce périodique apparaît à la suite de la dissolution du Faisceau, premier parti fasciste français. Issu des rangs de l'Action française et du syndicalisme révolutionnaire, Valois renoue avec ses préoccupations antérieures et tente; ce nouveau périodique a pour objectif de développer une nouvelle économie fondée sur le syndicalisme et le corporatisme. Parmi les collaborateurs des Cahiers Bleus, on compte notamment Édouard Berth, Marcel Déat, Bertrand de Jouvenel et Pierre Mendès France.
Les Cahiers bleus deviendront Chantiers coopératifs (Paris) et seront suivis des Cahiers bleus. 2e série (1931-1932).